# Venecia (ort i Colombia, Antioquia, lat 5,96, long -75,74)
Venecia är en ort i Colombia.   Den ligger i departementet Antioquía, i den centrala delen av landet, 240 km nordväst om huvudstaden Bogotá. Venecia ligger 1 308 meter över havet och antalet invånare är 5 462.
Terrängen runt Venecia är kuperad åt nordost, men åt sydväst är den bergig. Terrängen runt Venecia sluttar västerut. Runt Venecia är det ganska tätbefolkat, med 139 invånare per kvadratkilometer. Närmaste större samhälle är Caldas, 18,2 km nordost om Venecia. I omgivningarna runt Venecia växer i huvudsak städsegrön lövskog.